# بيوستار
بيوستار (بالإنجليزية: BIOSTAR)‏ أو شركة بيوستار مايكروتك العالمية هي الشركة التايوانية الأولى في صناعة عتاد الحاسوب، تنتج اللوحات الأم وبطاقات الشاشة بالإضافة إلى الحواسيب الصناعية.
بيوستار هي شركة مستقلة ومسجلة في سوق أسهم تايبيه ويقع مقرها الرئيسي في سنديان سيتي في تايوان.

## التاريخ
- 1986: تم تأسيس شركة بيوستار مايكروتك العالمية وبدأ نشاطها.
- 1990: أصبحت بيوستار أكبر شركة صينية في مجال عتاد الحواسيب.
- 1998: في هذا العام، إحلت الشركة المرتبة 227 من بين أكبر ألف شركة في تايوان حيث تجاوزت إيرادات الشركة في هذا العام 130 مليون دولار أمريكي.
- 1999: أصبحت بيوستار شركة عمومية وحصلت على شهادة مقياس إيزو 9001 في نفس العام.
- 2007: للمرة الأولى في تاريخ الشركة بلغ الدخل السنوي لبيوستار أكثر من 9 مليارات دولار تايواني وحصلت على نسبة 82% من سوق اللوحات الأم و12% من سوق بطاقات VGA بحلول 31 ديسمبر 2007.
- 2008: منحت شركة بيوستار جائزة أكبر 20 علامة تجارية تايوانية، وانتظمت إلى مجموعة حصرية من أفضل العلامات التجارية التايوانية.

## مراكز الشركة
المقر الرئيسي للشركة هو في تايوان ولكن يوجد للشركة مقرات أخرى منتشرة حول العالم وهي:
- مقر أمريكا الشمالية: يقع في مدينة أندوستري في كاليفورنيا، ويوجد مقر آخر في ميامي في ولاية فلوريدا.
- مقر آسيا: يقع في الصين.
- مقر أوروبا: يقع مقر بيوستار الأوروبي في هولندا.

## وصلات خارجية
- موقع شركة بيوستار الرسمي.